# Problème de Fagnano
Le problème de Fagnano, encore appelé « problème du triangle de Schwarz », est un célèbre problème de géométrie euclidienne résolu par le mathématicien italien Giulio Fagnano (1682-1766) et son fils Giovanni Fagnano (en) (1715-1797) :

Peut-on inscrire un triangle de périmètre minimal dans un triangle acutangle donné ?

## Énoncé
Théorème — Soit  un triangle acutangle donné. Il existe un unique triangle MNP de périmètre minimal, inscrit dans ABC. Ce triangle a pour sommets les pieds des hauteurs issues de ABC : c'est le triangle triangle orthique du triangle ABC.

## Démonstration
Soit ABC le triangle donné. On cherche les points {\displaystyle M,N,P} sur les côtés {\displaystyle [BC],[AC],[AB]} respectivement, de sorte que le périmètre de MNP soit minimal.
On considère dans un premier temps une version plus simple du problème. On fixe un point {\displaystyle P} arbitraire sur {\displaystyle (AB)}, afin de déterminer les points {\displaystyle M} et {\displaystyle N} sur {\displaystyle (BC)} et {\displaystyle (AC)} respectivement, tels que MNP soit de périmètre minimal (ce minimum dépendra du choix de {\displaystyle P}). Soit P1 l'image de {\displaystyle P} par la réflexion d'axe {\displaystyle (BC)} et P2 d'axe {\displaystyle (AC)}. Alors CP1 = CP2, {\displaystyle {\widehat {P_{1}CB}}={\widehat {PCB}}} et {\displaystyle {\widehat {P_{2}CA}}={\widehat {PCA}}}. En posant {\displaystyle \gamma ={\widehat {BCA}}}, on en déduit {\displaystyle {\widehat {P_{1}CP_{2}}}=2\gamma }. De plus, 2γ < 180°, puisque γ < 90°, par définition. Par conséquent, la droite (P1P2) coupe les côtés {\displaystyle [BC]} et {\displaystyle [AC]} de ABC aux points {\displaystyle M} et {\displaystyle N}  respectivement et le périmètre de MNP est égal à la distance P1P2. D'une manière analogue, si {\displaystyle Z} est un point quelconque sur {\displaystyle [BC]} et {\displaystyle Y} un point quelconque sur {\displaystyle [AC]}, le périmètre de ZPY est égal à la longueur de la ligne brisée P1ZYP2, qui est supérieure ou égale à P1P2. Ainsi, le périmètre de ZPY est supérieur ou égal au périmètre de PMN et l'égalité a lieu précisément lorsque {\displaystyle Z=M} et {\displaystyle Y=N}.
Ainsi, il faut trouver un point {\displaystyle P} de {\displaystyle [AB]} de sorte que [P1P2] soit de longueur minimale. On remarque que ce segment est la base d'un triangle isocèle P2P1C avec comme angle constant 2γ au point {\displaystyle C} et comme côtés CP1 = CP2 = CP. Ainsi, il faut choisir {\displaystyle P} sur {\displaystyle [AB]} de sorte que CP1 = CP soit minimal. Il est évident que ce minimum est obtenu lorsque {\displaystyle P} est le pied de la hauteur issue de {\displaystyle C}.

Remarquons maintenant que si {\displaystyle P} est le pied de la hauteur issue de {\displaystyle C}, alors {\displaystyle M} et {\displaystyle N}  sont les pieds des deux autres hauteurs de ABC. Pour prouver cette assertion, notons M1 et N1 les pieds des hauteurs de ABC passant par {\displaystyle A} et {\displaystyle B} respectivement. Alors
ce qui montre que le point P1 appartient à la droite (M1N1). D'une manière analogue, P2 appartient à la droite (M1N1) et donc M = M1 et N = N1.

En conclusion, de tous les triangles inscrits à ABC, celui de périmètre minimal est celui dont les sommets sont les pieds des hauteurs issues de ABC.
La valeur du périmètre de ce triangle est donnée dans l'article sur le triangle orthique.

## Cas du triangle obtusangle
Lorsque ABC est obtusangle, le triangle {\displaystyle MNP} est tel que {\displaystyle M,N} sont confondus avec {\displaystyle C}, et {\displaystyle P} est le pied de la hauteur issue de {\displaystyle C}. Dans ce cas, on dit que MNP est dégénéré.